# Janet Suzman
Dame Janet Suzman (Johannesburg, 9 febbraio 1939) è un'attrice e regista teatrale sudafricana.
Ottenne una candidatura al Premio Oscar alla migliore attrice protagonista per la pellicola Nicola e Alessandra (1971).

## Biografia
Nata a Johannesburg da genitori ebrei, era imparentata con diversi attivisti per i diritti civili che avevano promosso campagne anti-apartheid, tra cui Helen Suzman. Frequentò il Kingsmead College di Johannesburg, e l'Università del Witwatersrand dove studiò letteratura inglese e francese. Terminati gli studi si trasferì a Londra nel 1959.
Debuttò a teatro nel 1962 e l'anno successivo divenne membro della Royal Shakespeare Company, con cui interpretò diversi ruoli femminili creati dal bardo e venne apprezzata per la sua magistrale Cleopatra, definita dai critici ardente e seducente tanto da realizzarne una versione cinematografica.
Partecipò anche a diversi lavori per la televisione, ma approdò al cinema solo nel decennio successivo interpretando la sfortunata ultima zarina di Russia nel film Nicola e Alessandra (1970), ruolo per il quale ottenne diversi riconoscimenti.
Tornata in Sudafrica, iniziò a dirigere diversi lavori teatrali per poi essere richiamata a Londra sempre come regista.

## Vita privata
Janet Suzman sposò nel 1969 il regista Trevor Nunn, con il quale creò un sodalizio artistico e dal quale ebbe un figlio, Joshua. La coppia divorziò nel 1986.

## Filmografia

### Attrice

#### Cinema
- Nicola e Alessandra (Nicholas and Alexandra), regia di Franklin J. Schaffner (1971)
- A Day in the Death of Joe Egg, regia di Peter Medak (1972)
- Il caso Drabble (The Black Windmill), regia di Don Siegel (1974)
- La nave dei dannati (Voyage of the Damned), regia di Stuart Rosenberg (1976)
- Nijinsky, regia di Herbert Ross (1980)
- Priest of Love, regia di Christopher Miles (1981)
- I misteri del giardino di Compton House (The Draughtsman's Contract), regia di Peter Greenaway (1982)
- E la nave va, regia di Federico Fellini (1983)
- Un'arida stagione bianca (A Dry White Season), regia di Euzhan Palcy (1989)
- Suore in fuga (Nuns on the Run), regia di Jonathan Lynn (1990)
- Leon the Pig Farmer, regia di Vadim Jean e Gary Sinyor (1992)
- Max, regia di Menno Meyjes (2002)
- A Fairy Story, regia di Ben Gooder – cortometraggio (2002)
- Felix, regia di Roberta Durrant (2013)

#### Televisione
- Festival – serie TV, episodi 1x11 (1964)
- The Wars of the Roses – miniserie TV, puntate 01-03 (1965)
- Lord Raingo – serie TV, 4 episodi (1966)
- Conflict – serie TV (1966)
- Theatre 625 – serie TV, episodi 4x05-4x06-4x08 (1966)
- Play of the Month (BBC Play of the Month) – serie TV, 4 episodi (1968-1972)
- Solo – serie TV, episodi 1x09 (1970)
- Twelfth Night, regia di David Giles – film TV (1974)
- Antony and Cleopatra, regia di Jon Scoffield – film TV (1974)
- Miss Nightingale, regia di David Reid – film TV (1974)
- 2nd House – serie TV, episodio 2x05 (1974)
- Clayhanger – serie TV, 21 episodi (1976)
- The House on Garibaldi Street, regia di Peter Collinson – film TV (1979)
- The Greeks: A Journey in Space and Time – serie TV, episodi 1x01-1x02-1x03 (1980)
- Escape – serie TV, episodi 1x06 (1980)
- Praise, regia di Richard Green – film TV (1982)
- Le piccanti avventure di Robin Hood (The Zany Adventures of Robin Hood), regia di Ray Austin – film TV (1984)
- The Midsummer Marriage, regia di Elijah Moshinsky – film TV (1984)
- Time for Murder – serie TV, episodi 1x04 (1985)
- Lord Mountbatten, l'ultimo viceré (Lord Mountbatten: The Last Viceroy), regia di Tom Clegg – miniserie TV (1986)
- The Singing Detective – miniserie TV, 5 puntate (1986)
- Theatre Night – serie TV, episodi 3x01 (1988)
- 4 Play – serie TV, episodi 1x03 (1989)
- The Woman, episodio di Revolutionary Witness: The Preacher, regia di Jonathan Dent – cortometraggio TV (1989)
- Horizon – serie TV, episodi 28x16 (1992)
- The Secret Agent, regia di David Drury – miniserie TV (1992)
- Ispettore Morse (Inspector Morse) – serie TV, episodi 7x01 (1993)
- Hildegard of Bingen, regia di James Runcie – film TV (1994)
- Ruth Rendell Mysteries – serie TV, episodi 10x07 (1997)
- Trial & Retribution – serie TV, episodi 10x01-10x02 (2006-2007)
- The Colour of Magic – miniserie TV, puntata 02 (2008)
- L'ispettore Barnaby (Midsomer Murders) – serie TV, episodi 13x02 (2010)
- Sinbad – serie TV, 4 episodi (2012)
- Labyrinth, regia di Christopher Smith – miniserie TV (2012)
- Moominland Tales: The Life of Tove Jansson, regia di Eleanor Yule – film TV (2012)

### Televisione
- Othello (1989)

## Doppiatrici italiane
- Marzia Ubaldi in Nicola e Alessandra
- Noemi Gifuni in I misteri del giardino di Compton House
- Sonia Scotti in Un’arida stagione bianca
- Ada Maria Serra Zanetti in Suore in fuga

## Riconoscimenti
- Premi Oscar 1972 – Candidatura all'Oscar alla miglior attrice per Nicola e Alessandra